# ARA Santa Fe (S-43)
El ARA Santa Fe (S-43) es un submarino TR-1700 de la Armada Argentina cuya construcción jamás finalizó.

## Construcción
Este submarino es el tercer submarino TR-1700 de Argentina. Fue adquirido en Alemania Occidental en 1977, como una de las cuatro naves que debían de ser ensambladas por el Astillero Ministro Manuel Domecq García de Buenos Aires. Su construcción fue interrumpida con el cierre del astillero a mediados de la década de 1990 y el buque quedó completado en un 70 %.
El Santa Fe yace en el Astillero Almirante Segundo Storni (ex-Astillero Domecq García).